# Daniel Ngom Kome
Daniel Armand Ngom Kome, född 19 maj 1980 i Bangou, är en kamerunsk före detta fotbollsspelare som avslutade karriären i CD Tenerife. Innan dess spelade han för Real Valladolid, dit han kom från RCD Mallorca. 
Han var med i Kameruns herrlandslag i fotboll som vann OS 2000 och även med i VM 2002 och African Nations Cup 2004.
Kome har spanskt pass sedan augusti 2006, tack vare att han har spelat i Spanien sedan 1999 (hela sin proffskarriär).